# 苟江镇
苟江镇，是中华人民共和国贵州省遵义市播州区下管辖的一个镇。

## 行政区划
苟江镇下辖以下地区：
钩江居社区、义源村、白岩村、红山村、天明村、桥头村、桥村和吉心村。

## 交通
- 渝贵铁路：遵义南站